# Jalatarang

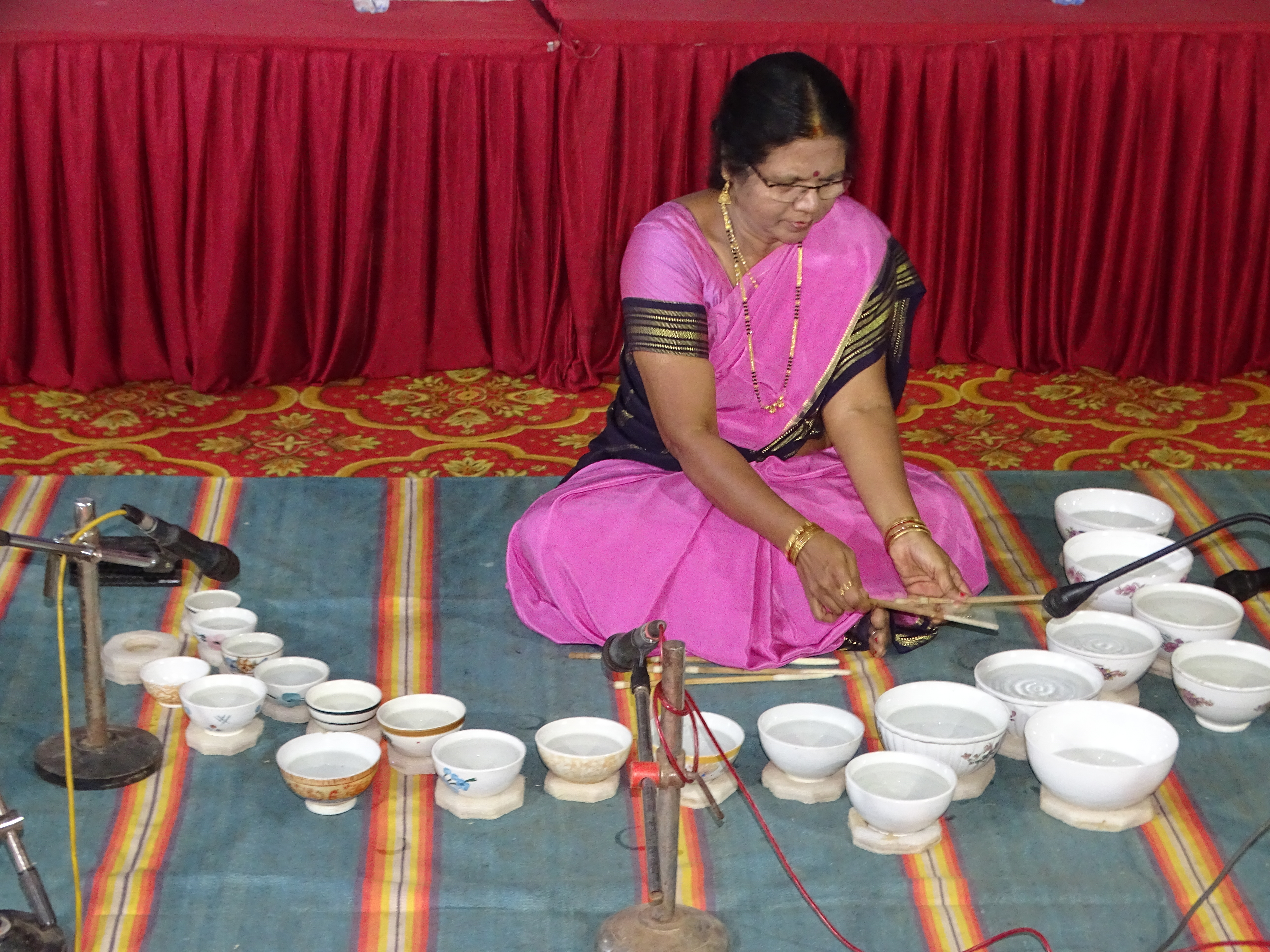
Een jalatarangspeler

Een jalatarang is een Indiaas slaginstrument en een van de oudste muziekinstrumenten ter wereld. 'Jala' betekent in het hindoestaans 'water', 'tarang' staat voor 'golf'.
De 'jala tarang' bestaat uit een aantal porseleinen kommen van verschillende formaten. De verschillen in hoogte, breedte en dikte bepalen de klank van deze kommen die een voorgeschreven hoeveel water bevatten om de klank precies te stemmen. De kommen zijn opgesteld in een driekwart cirkel, de bespeler zit in het midden. 
Tijdens het bespelen moet het in het warme India relatief snel verdampende water bijgevuld worden om het muziekinstrument op stemming te houden.